# Rasuł Gamzatow
Rasuł Gamzatowicz Gamzatow, aw. Хӏамзатилазул Расул Хӏамзатил вас, ros. Расул Гамзатович Гамзатов (ur. 8 września 1923 w Cadzie, zm. 3 listopada 2003 w Moskwie) – dagestański poeta, pisarz, publicysta i tłumacz. Tworzył w językach rosyjskim i awarskim.

## Życiorys
Urodził się 8 września 1923 roku. Był synem ludowego poety Gamzata Cadassy. Ukończył Instytut Literacki im. Gorkiego w Moskwie. Pierwszy tom jego poezji ukazał się w 1943 roku. W 1963 za tom Dalekie gwiazdy otrzymał Nagrodę Leninowską.

## Twórczość
- Żurawie (Журавли),
- Mój Dagestan (Мой Дагестан),
- W górach jest moje serce (В горах моё сердце).

## Odznaczenia
Został odznaczony m.in. Medalem Sierp i Młot Bohatera Pracy Socjalistycznej (27 września 1974), Orderem św. Andrzeja (8 września 2003), Orderem „Za zasługi dla Ojczyzny” III klasy (18 kwietnia 1999), dwukrotnie Orderem Lenina, Orderem Rewolucji Październikowej, trzykrotnie Orderem Czerwonego Sztandaru Pracy oraz Orderem Przyjaźni Narodów. Laureat Nagrody Stalinowskiej (1952) i Nagrody Leninowskiej (1963).